# Képtelen kampány
A Képtelen kampány (eredeti cím: The Campaign) 2012-ben bemutatott politikai  filmvígjáték, melynek rendezője Jay Roach, forgatókönyvírója Shawn Harwell és Chris Henchy. A főszerepet Will Ferrell és Zach Galifianakis alakítja. Az Amerikai Egyesült Államokban 2012. augusztus 10-én mutatta be a Warner Bros. Pictures.
Kritikailag pozitív értékeléseket kapott, bevételi szempontból jól teljesített.

## Cselekmény
Cam Brady tapasztalt amerikai demokratapárti képviselő, aki közvetlenül a választások előtt elkövet egy baklövést. Ekkor néhány milliomos összeesküvést sző ellene, és naiv riválisát, Marty Hugginst támogatják, aki családos ember és a helyi turisztikai hivatal igazgatója, és a republikánusok színeiben indul. A kezdetben kínos helyzetben lévő férfi lassan teret nyer, amit családja politikai kapcsolatai is támogatnak: a választási kampány hamarosan a két jelölt közötti alantas ütések versenyévé válik. Végül Brady győz, akit azok támogatnak, akik addig Marty választási kampányát finanszírozták. De miután Brady meghallgatja Marty beszédét a politikusok kötelességeiről, úgy dönt, hogy visszalép a jelöltségtől, és ezzel lehetővé teszi ellenfele megválasztását.

## Szereplők
| Szerep                           | Színész            | Magyar hang      |
| -------------------------------- | ------------------ | ---------------- |
| Camden „Cam” Brady képviselő     | Will Ferrell       | Kerekes József   |
| Martin Sylvester „Marty” Huggins | Zach Galifianakis  | Scherer Péter    |
| Mitch Wilson                     | Jason Sudeikis     | Fekete Ernő      |
| Rose Brady, Cam felesége         | Katherine LaNasa   | Kerekes Viktória |
| Tim Wattley                      | Dylan McDermott    | Széles László    |
| Glenn Motch                      | John Lithgow       | Mertz Tibor      |
| Wade Motch                       | Dan Aykroyd        | Csuja Imre       |
| Raymond Huggins, Marty apja      | Brian Cox          | Csurka László    |
| Tripp Huggins, Marty testvére    | Josh Lawson        | Lux Ádám         |
| Travis                           | Thomas Middleditch |                  |
| Mitzi Huggins, Marty felesége    | Sarah Baker        | Kokas Piroska    |
| Jessica Brady                    | Madison Wolfe      |                  |
| Clay Huggins                     | Grant Goodman      |                  |
| Dylan Huggins                    | Kya Haywood        |                  |
| Wes Talager                      | Scott A Martin     |                  |
| Dermot                           | Billy Slaughter    |                  |
| Janette                          | Taryn Terrell      |                  |
| Mrs. Yao                         | Karen Maruyama     |                  |
| Rick                             | P. J. Byrne        | Elek Ferenc      |
| Ben Langley képviselő            | Steve Tom          |                  |
| Scott Talley képviselő           | John Goodman       |                  |

## A film készítése
A film eredeti címe Dog Fight volt. A forgatása 2011. november 14-én kezdődött, és 2012 februárjáig folytatódott New Orleansban, Hammondban és Ciszjordániában. A film egy texasi üzletember, Ross Perot idézetével kezdődik, amely szerint 1988-ban elnökjelölt volt. Perot csak 1992-ben és 1996-ban indult az elnökválasztáson.

## Bemutató
A filmet 2012. augusztus 10-én jelentette meg a Warner Bros. Pictures. DVD-n és Blu-Ray-en 2012. október 30-án adták ki.

## Fordítás
- Ez a szócikk részben vagy egészben  a   The Campaign (film) című angol Wikipédia-szócikk fordításán alapul.  Az eredeti cikk szerkesztőit annak laptörténete sorolja fel. Ez a jelzés csupán a megfogalmazás eredetét és a szerzői jogokat jelzi, nem szolgál a cikkben szereplő információk forrásmegjelöléseként.
- Ez a szócikk részben vagy egészben  a   Candidato a sorpresa című olasz Wikipédia-szócikk fordításán alapul.  Az eredeti cikk szerkesztőit annak laptörténete sorolja fel. Ez a jelzés csupán a megfogalmazás eredetét és a szerzői jogokat jelzi, nem szolgál a cikkben szereplő információk forrásmegjelöléseként.